# Lebakayu
Lebakayu is een bestuurslaag in het regentschap Madiun van de provincie Oost-Java, Indonesië. Lebakayu telt 2108 inwoners (volkstelling 2010).